# Sci nautico ai Giochi mondiali 2022 - Slalom maschile
La gara del slalom maschile di sci nautico ai Giochi mondiali 2022 si è svolta il 14 e il 15 luglio 2022 a Birmingham.

## Risultati

### Turno preliminare
| Rank | Atleta             | Nazione         | Risultato     | Note |
| ---- | ------------------ | --------------- | ------------- | ---- |
| 1    | Cole McCormick     | Canada          | 4.00/58/10.75 | Q    |
| 2    | Nate Smith         | Stati Uniti     | 3.00/58/10.75 | Q    |
| 3    | Rob Hazelwood      | Regno Unito     | 5.00/58/11.25 | Q    |
| 4    | Robert Pigozzi     | Rep. Dominicana | 4.00/58/11.25 | Q    |
| 5    | Brando Caruso      | Italia          | 3.50/58/11.25 | Q    |
| 6    | Martin Bartalsky   | Slovacchia      | 2.00/58/11.25 | Q    |
| 7    | Nick Adams         | Australia       | 3.00/58/12.00 | Q    |
| 8    | Travis Fisher      | Sudafrica       | 2.00/58/12.00 | Q    |
| 9    | Alvaro Lamadrid    | Messico         | 5.00/58/13.00 |      |
| 10   | Federico Jaramillo | Colombia        | 5.00/55/18.25 |      |
| 10   | Daniel Odvarko     | Rep. Ceca       | 5.00/55/18.25 |      |
|      | Beny Stadlbaur     | Svizzera        | DNS           |      |
|      | Filippos Kyprios   | Grecia          | DNS           |      |
|      | Kamil Belmrah      | Marocco         | DNS           |      |

### Finale
| Rank | Atleta           | Nazione         | Risultato     | Note |
| ---- | ---------------- | --------------- | ------------- | ---- |
| 1    | Nate Smith       | Stati Uniti     | 5.00/58/10.75 |      |
| 2    | Brando Caruso    | Italia          | 1.50/58/10.75 |      |
| 3    | Cole McCormick   | Canada          | 4.50/58/11.25 |      |
| 4    | Nick Adams       | Australia       | 4.00/58/11.25 |      |
| 5    | Martin Bartalsky | Slovacchia      | 3.00/58/11.25 |      |
| 6    | Rob Hazelwood    | Regno Unito     | 2.50/58/11.25 |      |
| 7    | Robert Pigozzi   | Rep. Dominicana | 1.50/58/11.25 |      |
| 8    | Travis Fisher    | Sudafrica       | 3.00/58/12.00 |      |